# Jeremiah Fears
Jeremiah Fears (Joliet, 14 ottobre 2006) è un cestista statunitense di ruolo playmaker e guardia tiratrice, professionista nella NBA con i New Orleans Pelicans.

## Carriera

### College
Fears ha debuttato nella pallacanestro universitaria il 4 novembre tra le file dell'Università dell'Oklahoma, facendo registrare 16 punti, 5 rimbalzi, 6 assist e 2 palle rubate partendo dalla panchina contro Lindenwood. Ha continuato a giocare come riserva fino alla quarta partita dei Sooners contro East Texas A&M il 21 novembre, dove è stato il miglior marcatore dell'incontro con 20 punti. Il 28 novembre contro Arizona ha contribuito alla vittoria a sorpresa contro i numero 24 del ranking, segnando l'allora massimo stagionale di 26 punti, con 5 rimbalzi e 5 assist. Il 2 dicembre è stato premiato come matricola della settimana della Southeastern Conference (SEC). Il 14 dicembre ha messo a referto 17 punti e 5 assist nella vittoria sui rivali di Oklahoma State. Il 18 dicembre contro Michigan numero 24 del ranking ha segnato un nuovo primato personale di 30 punti, inclusa la giocata da quattro punti della vittoria, dopo avere subito un fallo su un canestro da tre punti a 11,5 secondi dal termine. In tale gara è diventato la prima matricola di Oklahoma a segnare almeno 30 punti in una partita da Trae Young nel 2018. In seguito è stato premiato nuovamente come debuttante della settimana della SEC. Il gennaio 2025 Fears è stato nominato uno dei 25 finalisti del Wooden Award. Dopo non avere segnato alcun punto contro Texas A&M, ha guidato la sua squadra con 21 punti il 1º febbraio, la sesta gara stagionale con almeno 20 punti, nella vittoria per 97–67 su Vanderbilt numero 24. Il 22 febbraio contro Mississippi State, Oklahoma ha interrotto una striscia di cinque sconfitte consecutive grazie alla prima doppia-doppia di Fears, con 27 punti e 10 assist. A fine anno è stato inserito nella formazione ideale dei debuttanti della SEC, dopo di che ha annunciato l'intenzione di passare tra i professionisti.

### Carriera professionistica
Fears è stato selezionato come settimo assoluto dai New Orleans Pelicans nel Draft NBA 2025.

## Statistiche

### College
| Anno      | Squadra          | PG | PT | MP   | TC%  | 3P%  | TL%  | RP  | AP  | PRP | SP  | PP   |
| --------- | ---------------- | -- | -- | ---- | ---- | ---- | ---- | --- | --- | --- | --- | ---- |
| 2024-2025 | Oklahoma Sooners | 34 | 31 | 30,2 | 43,4 | 28,4 | 85,1 | 4,1 | 4,1 | 1,6 | 0,1 | 17,1 |
| Carriera  | Carriera         | 34 | 31 | 30,2 | 43,4 | 28,4 | 85,1 | 4,1 | 4,1 | 1,6 | 0,1 | 17,1 |

## Palmarès

### NCAA
- SEC All-Freshman Team (2025)